# The Ambulance
The Ambulance er en amerikansk film fra 1990 af Larry Cohen.

## Medvirkende
- Eric Roberts som Josh Baker
- James Earl Jones som Frank Spencer
- Megan Gallagher som Sandra Malloy
- Red Buttons som Elias Zacharai
- Janine Turner som Cheryl Turner
- Eric Braeden
- Richard Bright som Jerry McClosky
- James Dixon som John "Jughead" Ryan